# Daseochaeta brevipennis
Daseochaeta brevipennis är en fjärilsart som beskrevs av George Francis Hampson 1909. Daseochaeta brevipennis ingår i släktet Daseochaeta och familjen nattflyn. Inga underarter finns listade i Catalogue of Life.